# Życie mniej zwyczajne
Życie mniej zwyczajne (A Life Less Ordinary) to czarna komedia romantyczna z 1997 roku w reżyserii Danny’ego Boyle’a, według scenariusza Boyle’a i Johna Hodge’a. W rolach głównych wystąpili Ewan McGregor, Cameron Diaz, Holly Hunter i Delroy Lindo.

## Fabuła
O’Reilly i Jackson (Holly Hunter i Delroy Lindo) są aniołami których praca polega na łączeniu ludzi w szczęśliwe związki. Jednak z powodu złych wyników ich pracy przekładających się na rosnącą liczbę rozwodów, zostają zesłani na ziemię z zadaniem wypełnienia misji od której będzie zależeć, czy wrócą do Nieba czy też zostaną na zawsze na Ziemi. Ich zadanie polega na połączeniu uczuciem Roberta Lewisa (Evan McGregor) i Celine Naville (Cameron Diaz). Robert jest marzycielskim sprzątaczem pracującym dla bogatego i bezwzględnego Naville'a (Ian Holm). Zostaje zwolniony z pracy i zastąpiony przez robota; tego samego dnia rzuca go dziewczyna i dostaje nakaz eksmisji (to ostatnie za sprawą O’Reilly i Jacksona). Zdesperowany Robert dostaje się do gabinetu Naville'a, rani go z zabranej ochroniarzom broni i porywa Celine, córkę Naville'a (Cameron Diaz).

## Obsada
- Ewan McGregor – Robert Lewis
- Cameron Diaz – Celine Naville
- Holly Hunter – O’Reilly
- Delroy Lindo – Jackson
- Dan Hedaya – Gabriel
- Ian McNeice – Mayhew
- Frank Kanig – Ted
- Mel Winkler – Francis 'Frank' Naville
- Stanley Tucci – Elliot Zweikel
- Tony Shalhoub – Al
- Christopher Gorham – Walt
- Ian Holm – Naville
- Maury Chaykin – Tod Johnson

## Soundtrack
- „I Hear A Symphony” – Diana Ross and The Supremes
- „Velvet Divorce” – The Sneaker Pimps
- „Human” – Elastica
- „Oh” – Underworld
- „Peace In The Valley” – Alabama 3/A3 feat. Errol Thompson
- „Will You Love Me Tomorrow” – The Shirelles
- „Deadweight” – Beck
- „Dwr Budr” – Orbital
- „The Box” – Orbital
- „Full Throttle” – The Prodigy
- „Beyond The Sea Karaoke Version"
- „Ruby Don't Take Your Love To Town” – Written By Mel Tillis
- „Leave” – R.E.M.
- „Don't Leave” – Faithless
- „A Life Less Ordinary” – Ash
- „Kingdom Of Lies” – Folk Implosion
- „If Loving You Is Wrong” – Faithless
- „It's War” – The Cardigans
- „Beyond The Sea” – Bobby Darin
- „Always On My Mind” – Elvis Presley
- „Deeper River” – Dusted
- „Put A Lid On It” – Squirrel Nut Zippers
- „Round Are Way” – Oasis
- „If I Were Your Woman” – G
- „Love Is Here” – Luscious Jackson